# 도시바

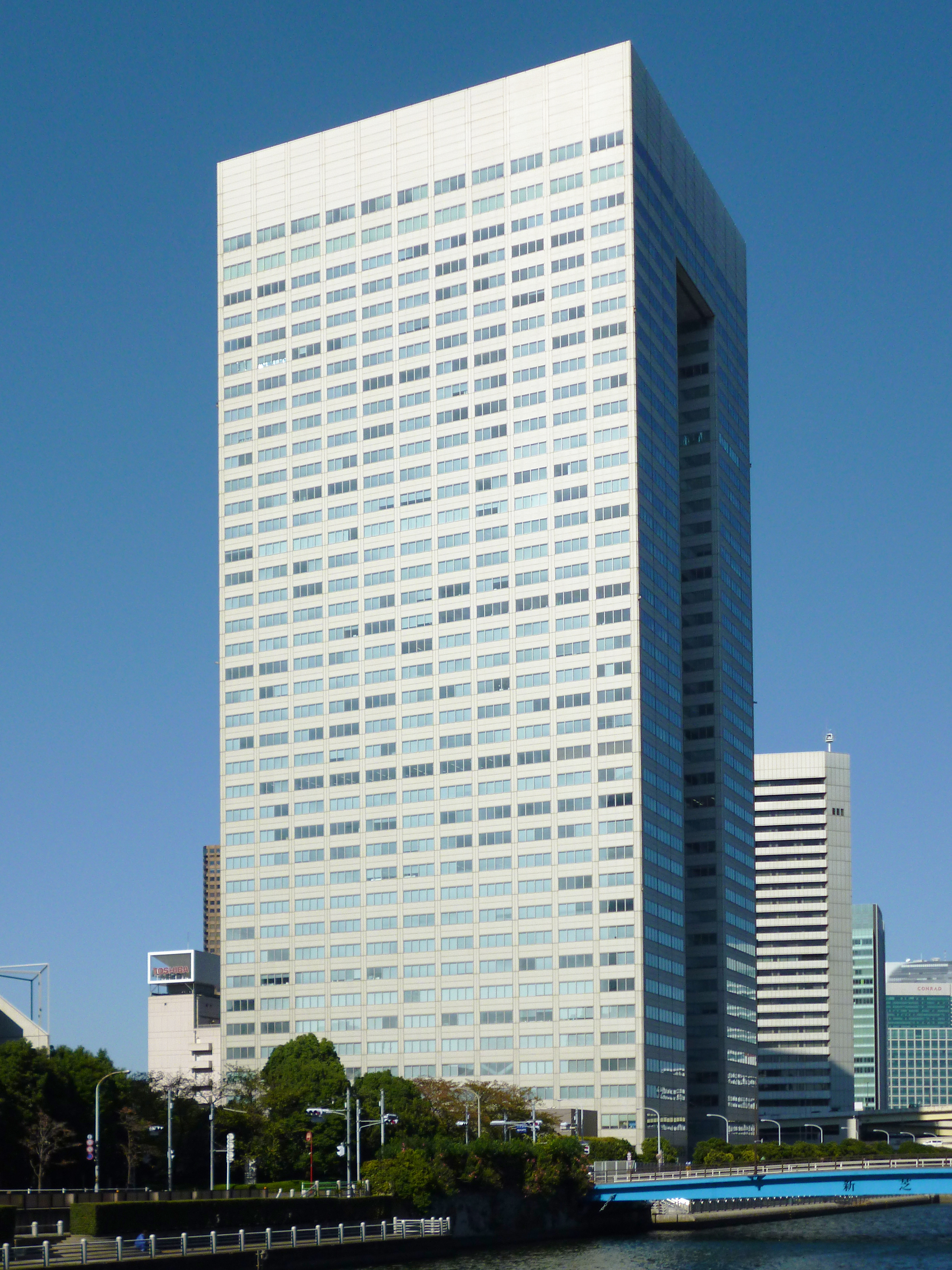
도시바 빌딩

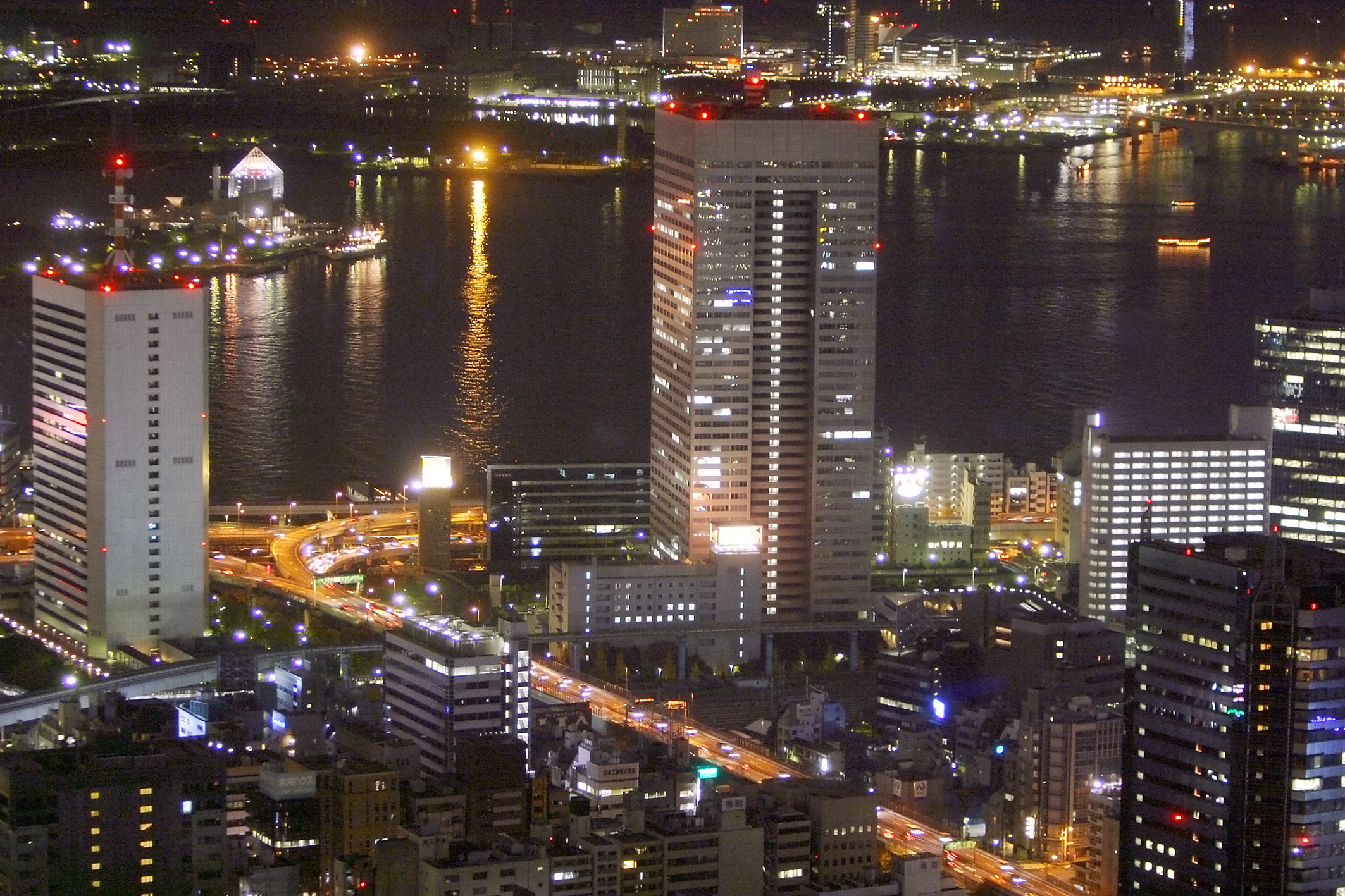
도쿄에 위치한 도시바 본사 빌딩

주식회사 도시바(株式会社東芝, Toshiba Corporation)는 일본의 주요 다국적 중전기 기업이다. 과거 동아시아 국가 중 세계적인 가전제품, 메모리칩 회사이었으며, 주요 원자력 기업이었지만, 2010년대에 잇따라 발생한 회계부정 스캔들과 원전 프로젝트의 대규모 손실로 인하여 거의 대부분의 핵심 사업을 매각하였다.
한편, 대한전선이 1969년부터 해당 회사와 제휴를 하면서 가전사업 부서를 만들고 냉장고 등 백색가전과 흑백TV를 만드는 동시에 냉장고 등 백색가전과 흑백TV를 생산했으며 이후 그 동안 배워 온 기술력을 바탕으로 '디제로 TV' '1.2.0. 냉장고' '무지개 세탁기' 등을 내놓았으나 1979년 제 2차 오일쇼크와 경쟁사와의 열세 탓인지 1983년 가전사업부를 대우전자에 넘겼고 도시바의 음향기기 사업(자사의 Aurex 브랜드) 중 일부는 태광산업이 넘겨받아 대한민국에서 '에로이카' 브랜드로 출시하게 된다.

## 주요 연혁
- 1875년 다나카 히사시게(1799~1881년)가 다나카제작소(일본어: 田中製作所 타나카세이사쿠쇼[*]) 설립
  - 1893년 미쓰이 재벌에 인수되어 '시바우라제작소'로 사명 변경
- 1890년 미요시 쇼이치 등이 백열사(일본어: 白熱舎 하쿠네츠샤[*]) 설립, 일본 최초로 백열등 생산
  - 1905년 '도쿄전기'로 개칭 후 미국 GE에 피인수
- 1939년에 시바우라제작소와 도쿄전기가 합병, 도쿄시바우라전기(일본어: 東京芝浦電気) 탄생
- 1958년에 일본 간토권 방송사 도쿄방송가 도시바일요극장을 스폰서로 지정
- 1959년 브라운관 컬러 TV 생산 시작
- 1984년에 사명을 도쿄와 시바우라의 앞글자를 딴 별명인 도시바(일본어: 東芝)로 변경, 영문 회사명의 표기를 「Tokyo Shibaura Electric Co., Ltd.」으로부터 「TOSHIBA CORPORATION」로 변경 후 현재의 "TOSHIBA" 로고의 원형이 광고용으로 사용되기 시작
- 1984년 당시 도시바 직원 마스오카 후지오 박사가 낸드 플래시 메모리 발명
- 1985년 세계 최초로 노트북 컴퓨터 출시
- 1987년 도시바 콩스버그 사건 발발
- 2000년 미국 포춘지 선정 글로벌 기업 38위
- 2005년 HD-DVD 발표
- 2006년 2월 경쟁사인 GE, 미쓰비시 중공업 등을 따돌리고 원자력발전소 제작기업 웨스팅하우스를 54억달러에 인수
- 2015년 5월 분식회계로 인해 지난 3년간의 실적 정정을 발표, 7월 21일 히사오 타나카 사장 사임하며 "도시바 140년 역사에서 가장 브랜드에 손상을 입힌 사건".[4] 무디스가 도시바 신용등급을 Baa3에서 Ba2로 강등
- 2016년 의료사업을 7천억엔에 캐논에 매각
- 2016년 유서깊은 백색가전사업을 중국 메이더그룹에 매각하며 일본 사회에 큰 충격[5]
- 2016년 12월 27일 긴급회견 요청, 쓰나가와 사토시 사장 등 고위경영진 참석. 자회사 웨스팅하우스가 "수 천억엔"의 손실을 입었으며 정확한 내용 조사중이라고 발표
- 2017년 1월 손실규모 당초 3천억엔 예상에서 최대 7천억엔까지 증가, 분식회계 사건 이후 빠르게 회복하며, 2016년 연간 영업이익 1400억엔 전망하던 도시바에 2년 연속 대규모 적자 확실시, 시가 시게노리 도시바 회장 사임[6]
- 2017년 1월 도시바 지주회사 체제로 전환하며 사업부 분사 시작[7]
- 2017년 2월 일본 경제 주간지 동양경제 "일본 경제를 지탱해온 명문기업 도시바가 해체의 여정을 시작했다"고 보도
- 2017년 3월 웨스팅하우스 파산신청,[8] 도시바 자본잠식으로 도쿄 증권거래소 1부에서 자동 탈락
- 2017년 9월 플래시 메모리 사업 지분 50% 이상을 미국 Bain Capital이 주도하고 미국의 애플, 델, 시게이트, 킹스톤, 대한민국의 SK하이닉스, 일본 호야가 참여하는 컨소시움에 매각[9]
  - 메모리 반도체 기업 키오시아 설립
- 2018년 4월 웨스팅하우스 매각 완료[10]
- 2020년 4월 3일 도쿄 증권거래소 1부 복귀 신청[11]
- 2020년 8월 8년 전 인수한 대한민국의 풍력발전기 제조사 유니슨 지분 매각[12][13]
- 2021년 4월 영국 사모펀드 CVC 캐피털이 2조 3천억엔에 도시바 인수 제안하며 일본 열도에 큰 파장, 인수 제안에서 비롯된 사내 분란으로 구루마타니 노부아키 도시바 사장 사임, 도시바 이사회의 제안 거부에도 불구하고 기타 해외 펀드들 연이어 인수 제안[14]

### 기업 분할안
이미 도시바는 상장기업을 포함하여 수많은 계열사가 있는 그룹 회사이며, 2017년 이후부터는 지주회사 체제로 전환한 상황이다.
2021년 11월, 도시바는 2020년대 중반까지 자사를 인프라, 전자 디바이스, 메모리 반도체 사업으로 3분할하여 각각 별개의 기업으로 상장하겠다고 발표하였다. 현재의 도시바 법인은 보유 중인 키오시아 지분을 통해 메모리 반도체 사업을 이어가게 되며 '도시바' 브랜드 관리사업도 병행하게 된다.
그러나 2022년 임시 주주총회에서 도시바 측의 분할안이 해외 투자자들에 의해 부결되어 분할안은 좌절되었다.

## 사업 분야
- 반도체 및 전자부품
  - MOSFET
  - 키오시아
- 철도차량
- 방위산업
- 스토리지
  - 하드 디스크 드라이브
- 중전기
  - 수력발전
  - 원자력발전
  - 연료전지
- 에어컨 (캐리어와 합작)

## 같이 보기
- EMI 뮤직 재팬
- 한국철도공사
- HD-DVD
- 데로형 전기 기관차
- 키오시아 (구 도시바 메모리)
- 캐리어 (기업)

## 방송 프로그램 (스폰서)
- NNN 오늘의 사건 (닛폰 TV 방송망) - 1954년 10월 4일부터 1966년 3월까지 사용.
- 일요극장 (도쿄 방송) - 1956년 12월부터 2002년 9월까지 사용하였다.